# غافان ديزني
غافان ديزني (بالإنجليزية: Gavan Disney)‏ هو منتج تلفزيوني أسترالي، ولد في 27 مايو 1949، وتوفي في 6 نوفمبر 2018.